# Église Saint-Martin de Dornecy
 (août 2017).
Si vous disposez d'ouvrages ou d'articles de référence ou si vous connaissez des sites web de qualité traitant du thème abordé ici, merci de compléter l'article en donnant les références utiles à sa vérifiabilité et en les liant à la section « Notes et références ».
L'église Saint-Martin de Dornecy est une église catholique située dans la commune de Dornecy (Nièvre), rue de l'Église.

## Histoire
En 1147 est construite la première église en pierres de Dornecy ; la précédente, vraisemblablement en bois, était élevée sur l'emplacement du sanctuaire gallo-romain détruit par les barbares et menaçait ruine. Elle était déjà dédiée à saint Martin sous le pape Pascal II au XIe siècle. L'église de Dornecy devait être assez importante si on en juge par le clocher qui a été conservé et dont les ouvertures ogivales présentent un galbe et des ornements élégants. Aucun plan n'existe plus, ni aucune description précise ; mais, si elle n'eut certainement pas la splendeur de la collégiale de Clamecy, il faut considérer qu'elle fut édifiée par la seule population de Dornecy, avec ses seules ressources.
Sous la Terreur, à la fin du XVIIIe, elle faillit être détruite par suite d'un vote en conseil municipal comme « témoin de la crédulité » pour être remplacée par un « temple à la raison ». L'administration supérieure ne prit pas le vœu de destruction en considération.
Par ordonnance royale de Louis XVIII, en date du 7 mai 1818, autorisation avait été donnée à la commune de se rendre acquéreur de l'ancienne maison presbytérale, alors propriété de Dame Veuve Étienne Jean François Parent, prêtre et sans-culotte, en vue d'y loger le desservant. Il en coûta 5 050 francs or, soit un prix de revient de 7 000 francs avec les travaux.
Sous Louis-Philippe, sous prétexte d'une taille insuffisante et d'un état médiocre, le conseil municipal vote sa démolition. La nouvelle église fut reconstruite dans le style toscan et fut plusieurs fois remaniée. L'église coûta 55.000 francs or et fut achevée en 1833.
Depuis 1905, date de la séparation des Églises et de l’État, l'entente sur les travaux se fait entre la paroisse et la municipalité. Le conseil de fabrique n'existe plus.
Le curé Clément Lépron, à Dornecy entre 1911 et 1924, a fait aménager dans la petite salle gothique à la base du clocher, une chapelle à la mémoire des enfants du pays "Morts pour la France" pendant la guerre 14-18.
En 1952, à la demande du curé Étienne Virlogeux, Robert Pouyaud - peintre-sculpteur à Clamecy - réalise une fresque derrière les fonts baptismaux.  Cette fresque représente des scènes de la vie de Jésus : son baptême, l'eau changée en vin et l'envoi des apôtres en mission.
Robet Pouyaud a également décoré les 4 piliers côté chœur, puis, en 1954, il sculpta le maître-autel en pierre pour remplacer l'ancien en bois qui était fort endommagé. Il fit également don du tabernacle.
Depuis 1971, le clocher est inscrit à l'inventaire supplémentaire des monuments historiques.

## Les cloches
Dornecy avait ses trois cloches dès l'année 1483.
L'une d'elles était destinée à sonner l'Angélus et le Salut. Autrefois, quand l'Angélus sonnait, matin, midi et soir, chacun agenouillait et récitait un Ave Maria.
Sous la Terreur, en 1793, ordre est donné par Fouché, représentant en mission dans la Nièvre, de démolir les clochers et d'en descendre les cloches, pour les besoins de la guerre et des finances. Ces mesures ne furent pas appliquées. À cette époque, il y avait :
- la plus grosse cloche pesait 1 500 kg, datée de 1580[2], elle porte les inscriptions suivantes : « JE FUS FAICTTE ET NOMMEE MARTIN - Ne HOMe JACQUES DE LORON, ECUYER - Ne HOMe PHILIBERT DE LORON - ECUYER ». Ne HOMe pour Noble Homme ? ; l'écuyer étant un titre de petite noblesse
- la seconde date de 1614 et porte l'inscription « JESUS-MARIA SANCTE MARTINE ORA PRO NOBIS »[3]
- la troisième ne porte qu'une date : 1733[4]. Concernant cette dernière, elle se nomme Marguerite et a été bénie le 1er juin 1733[5] par le curé de Brèves (Boussière) - celui de Dornecy étant malade, il devait mourir 15 jours après - assisté des curés d'Armes (Souard), de Cuncy et Villiers-sur - (Jamet) et de La Maison Dieu (Massé) ; elle avait comme parrain Simon Delinon et comme marraine Marguerite Duchaisnoy, épouse de Pierre Chapuis.

En 1934, cette troisième cloche étant fêlée, la municipalité prenait la décision de l'envoyer à la fonte et d'en faire une nouvelle sur laquelle seraient gravés les noms des enfants de Dornecy morts pour la France en 14-18. Ce qui fut fait ; elle fut baptisée le 28 juillet 1935 par Monseigneur Flynn, évêque de Nevers (l'abbé Malfroid étant curé), s'appelle Bernadette, Anne-Marie, Alice, a comme parrain M. Camille Lyonnet et comme marraine Mlle Alice Boudin. Elle a été faite par Paccard, fondeurs à Annecy.

## Le drapeau français sur l'église
En Nièvre, on voit quelques drapeaux sur les églises, sur environ une dizaine dont l'église de Dornecy et la collégiale de Clamecy.
La raison remonte à la période qui suit la Révolution ; le 26 avril 1795, « le directoire du district autorise la Municipalité à payer une somme de trente trois livres à plusieurs citoyens - couvreurs et chaudronniers - chargés d'enlever les bonnets rouges qui surmontaient les édifices publics et de les remplacer par un drapeau en fer blanc aux trois couleurs, hissé sur la tour ». Les bonnets rouges étaient les bonnets phrygiens des révolutionnaires auxquels on maintint le droit d'afficher leurs idées, mais, par le drapeau.